# 武藏野市
35°42′53″N 139°34′10″E / 35.71472°N 139.56944°E
武藏野市（日语：／ Musashino shi */?），日本東京都多摩地區的一個市，鄰接東京都區部發展成一個郊外住宅都市，市中心的吉祥寺站周圍是多摩地區最大鬧區。往東京都特別區部的通勤率為44.5%（2010年「平成22年國勢調査」）。

## 地理
位於東京都（去除島嶼區域）中央、多摩地區東端，是鄰接區部的五市之一。因位處武藏野台地而得名。距離新宿區約12公里，搭乘電車約15分鐘。
在市區內的交通空白地區有交通巴士「Mubus」行駛。與三鷹市、小金井市、西東京市等四市共用文化、藝術、體育設施。
在第二次世界大戰前設有「中島飛行機武藏製作所」（引擎工廠），因此周邊迅速發展。但是由於遭受嚴重的空襲，許多工廠機能被破壞，直到現在各個建築工地還是常常在地底挖出未爆彈。
人口密度在都內市町村（東京都下）中排名第一、全國第二。
- 全國排名如下。此外，若將東京都特別區視為一市，人口密度達14,156人/km²。
  1. 埼玉縣蕨市 - 13,970人/km²
  2. 東京都武藏野市 - 12,990人/km²
  3. 東京都西東京市 - 12,310人/km²
- 數據為2009年10月1日人口。

### 鄰接的自治體
- 東 - 杉並區
- 北 - 練馬區、西東京市
- 西 - 小金井市
- 南 - 三鷹市

## 地域
- 吉祥寺地域
  - 吉祥寺東町（日语：吉祥寺東町）（きちじょうじひがしちょう）一丁目〜四丁目
  - 吉祥寺南町（日语：吉祥寺南町）（きちじょうじみなみちょう）一丁目〜五丁目
  - 御殿山（日语：御殿山 (武蔵野市)）（ごてんやま）一丁目・二丁目
  - 吉祥寺本町（日语：吉祥寺本町）（きちじょうじほんちょう）一丁目〜四丁目
  - 吉祥寺北町（日语：吉祥寺北町）（きちじょうじきたまち）一丁目〜五丁目
- 中央地域
  - 中町（日语：中町 (武蔵野市)）（なかちょう）一丁目〜三丁目
  - 西久保（日语：西久保）（にしくぼ）一丁目〜三丁目
  - 綠町（日语：緑町 (武蔵野市)）（みどりちょう）一丁目〜三丁目
  - 八幡町（日语：八幡町 (武蔵野市)）（やはたちょう）一丁目〜四丁目
- 武藏境地域
  - 關前（日语：関前）（せきまえ）一丁目〜五丁目
  - 境（日语：境 (武蔵野市)）（さかい）一丁目〜五丁目
  - 境南町（日语：境南町）（きょうなんちょう）一丁目〜五丁目
  - 櫻堤（日语：桜堤）（さくらづつみ）一丁目〜三丁目

## 歷史

### 年表

#### 前史
古時屬武藏國多磨郡一部分。
- 1868年 - 吉祥寺、西窪、關前、境等4村編入武藏縣。
- 1869年 - 4村移由品川縣管轄。
- 1871年 - 吉祥寺村與西窪村編入東京府，關前村與境村編入入間縣。
- 1872年 - 4村編入神奈川縣。
- 1889年 - 4村與井口新田飛地成立武藏野村。甲武鐵道開業。
- 1893年 - 移由東京府管轄。
- 1928年 - 町制施行。

## 人口
| 武藏野市人口分布圖 |                                                 |  |
| 武藏野市與日本全國年齡別人口分布比較圖 （2005年資料） | 武藏野市的年齡、男女別人口分布圖 （2005年資料） |  |
| ■紫色是武藏野市 ■綠色是全国 | ■藍色是男性 ■紅色是女性                         |  |
| 武藏野市人口變化 \| 1970年 \| 136,959人 \| \| \| 1975年 \| 139,508人 \| \| \| 1980年 \| 136,910人 \| \| \| 1985年 \| 138,783人 \| \| \| 1990年 \| 139,077人 \| \| \| 1995年 \| 135,051人 \| \| \| 2000年 \| 135,746人 \| \| \| 2005年 \| 137,525人 \| \| \| 2010年 \| 138,734人 \| \| \| 2015年 \| 144,730人 \| \| \| 2020年 \| 150,149人 \| \| |                                                 |  |
| 資料來源：日本總務省統計中心提供之人口普查數據 |                                                 |  |
| 1970年 | 136,959人                                       |  |
| 1975年 | 139,508人                                       |  |
| 1980年 | 136,910人                                       |  |
| 1985年 | 138,783人                                       |  |
| 1990年 | 139,077人                                       |  |
| 1995年 | 135,051人                                       |  |
| 2000年 | 135,746人                                       |  |
| 2005年 | 137,525人                                       |  |
| 2010年 | 138,734人                                       |  |
| 2015年 | 144,730人                                       |  |
| 2020年 | 150,149人                                       |  |

### 日夜間人口
2005年夜間人口（居住者）為137,513人，日間人口達154,448人，為夜間的1.123倍。往市外的通勤者有43,049人，市外往市內的通勤者有49,933人，市外往市內的通學生有17,871人，而市內往市外的通學生較少，有7,820人。

## 行政
過去，因為東京都區部的全體區長難以取得共識，導致許多新的措施無法施行，武藏野市與三鷹市一齊施行各種新行政制度計畫，東京都區部經常因為看到施行的結果而才導入新制度，這使得武藏野市是東京中最先進的組合。

### 市長
- 小美濃安弘（おみの　やすひろ）（2023年起）

### 市議會
- 席次：26名
- 任期：2023年（令和5年）5月1日～2027年（令和9年）4月30日
- 議長：落合勝利（市議會公明黨　市議會市民俱樂部。2023年5月1日就任）
- 副議長：東真理子

| 黨派                   | 席次 | 議員名（◎為代表）                               |
| ---------------------- | ---- | ----------------------------------------------- |
| 民主生活者網路         | 4    | ◎深沢達也、川名ゆうじ、蔵野恵美子、西園寺みきこ |
| 自由民主俱樂部         | 3    | ◎近藤和義、きくち太郎、高野恒一郎               |
| 市議會公明黨           | 3    | ◎田辺あき子、小野正二、落合勝利                 |
| 市議會市民俱樂部       | 3    | ◎桑津昇太郎、与座武、土屋美恵子                 |
| 市民之黨               | 3    | ◎山本あつし、山本ひとみ、斉藤シンイチ           |
| 日本共產黨武藏野市議團 | 3    | ◎橋本しげき、しばみのる、本間まさよ             |
| 武藏野無所屬俱樂部     | 3    | ◎小美濃安弘、前田秀樹、ひがしまり子             |
| 無所屬                 | 1    | 内山さとこ                                      |
| 總計（空缺3席）        | 23   |                                                 |

### 跨區域行政
- 與西東京、三鷹、小金井以及本市總共4個市共同利用公共設施。
- 東京都六市競艇事業組合 - 八王子、昭島、調布、町田、小金井、以及本市共6個市共同舉辦江戶川競艇。
- 東京都十一市競輪事業組合 - 八王子、青梅、昭島、調布、町田、小金井、小平、日野、東村山、国分寺、以及本市共11個市共同舉辦京王閣競輪。

## 日本國政、東京都政

### 國政
在日本眾議院小選舉區選舉是屬於東京都第18區（包含武藏野、府中、小金井）。
最近選出的是：
2005年9月（第44回衆議院議員總選舉）
- - 菅直人（1996-、民主黨）
  - 土屋正忠（自民黨）自比例代表中復活當選

### 都政
本市為單一選舉區，應選一名。
最近選出的是：
- 2005年7月
  - 松下玲子（まつした れいこ） 民主

## 公共機關

### 檢察廳
- 武藏野區檢察廳（日语：武蔵野区検察庁）

### 警察
- 武藏野警察署（日语：武蔵野警察署）

### 防災
- 武藏野消防署
  - 境出張所
  - 吉祥寺出張所

### 醫療
救急指定醫院
- 武藏野赤十字醫院（日语：武蔵野赤十字病院）
- 松井外科醫院
- 森本醫院
- 吉方醫院
- 吉祥寺南醫院
- 武藏野陽和會醫院

醫師會相關設施
- 武藏野市醫師會館
- 臨床檢查中心
- 武藏野健康開事業團

### 自來水
有市營的自來水。市內的供水來自引用利根川水系的武藏水路。
日本的自來水事業屬於市町村的權限，但多摩地區大部分都是委託東京都水道局，自行辦理的只有本市與昭島市、羽村市、奧多摩町、檜原村等5市町村。
市内的境浄水場是屬於東京都水道局，與本市的給水沒有直接相關。

### 垃圾處理
武藏野市役所與棒球場之間有武藏野市清潔中心。
自2004年10月開始須使用指定垃圾袋

### 郵政
- 武藏野郵便局（日语：武蔵野郵便局）（附設郵貯銀行武蔵野店）等

### 法院
- 武藏野簡易裁判所

## 文化設施

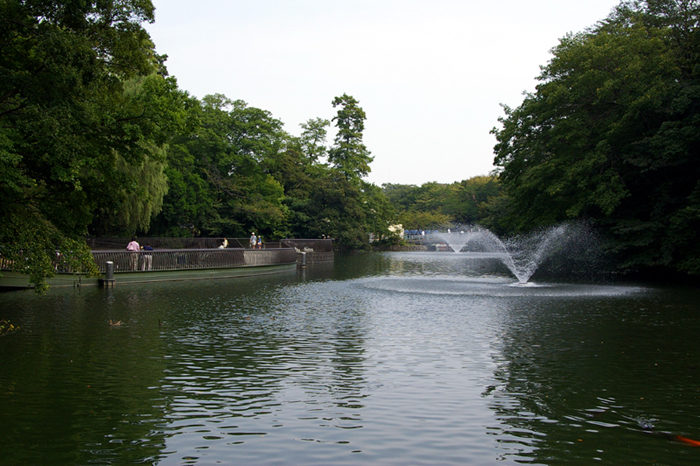
井之頭恩賜公園

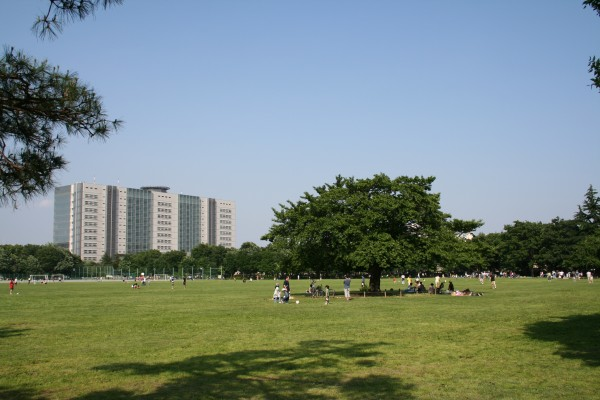
武藏野中央公園

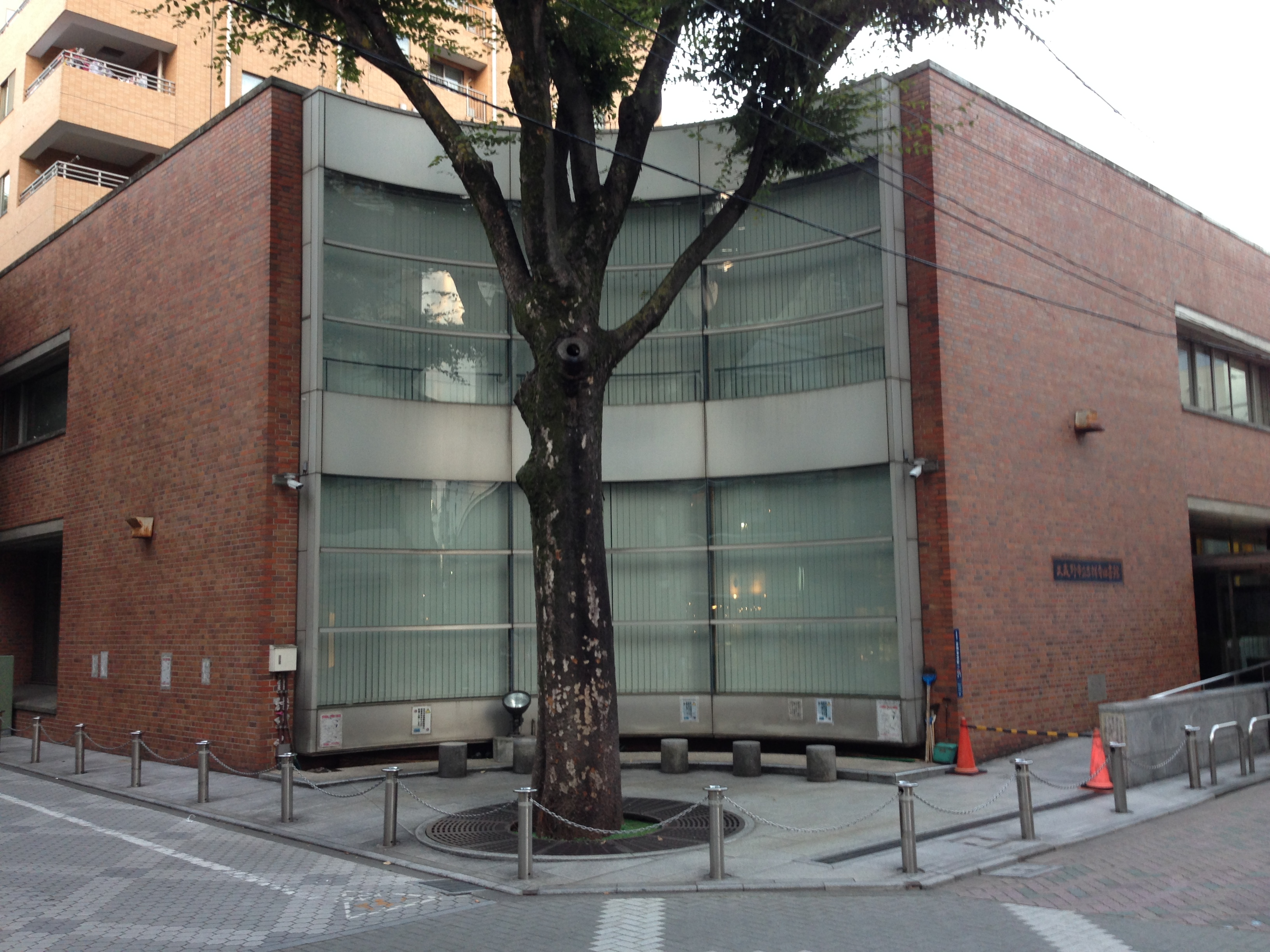
吉祥寺圖書館

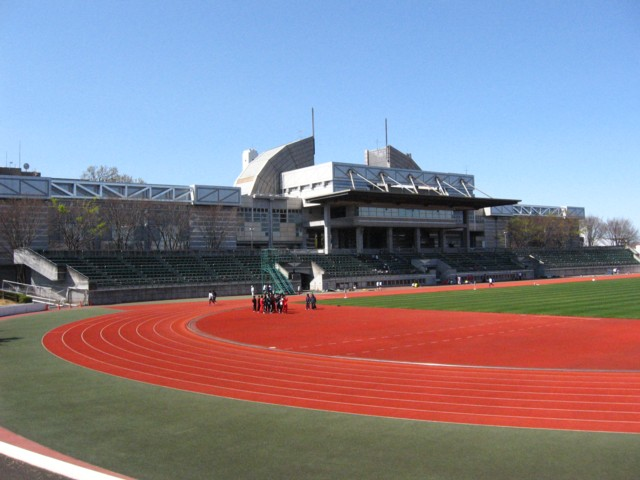
武藏野總合體育館與武藏野陸上競技場

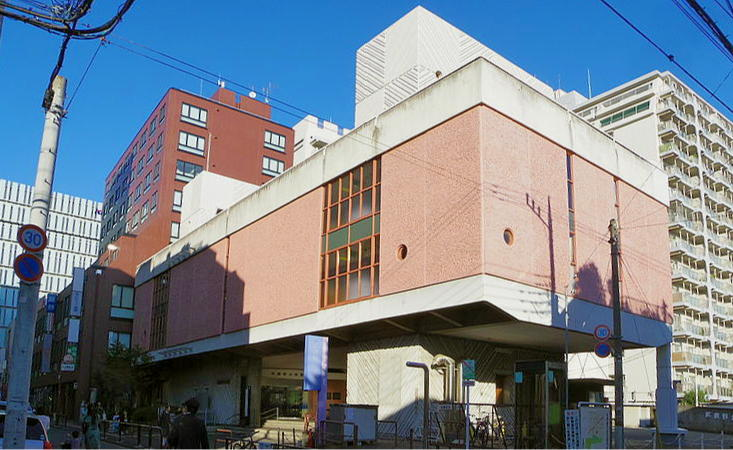
武藏野公會堂

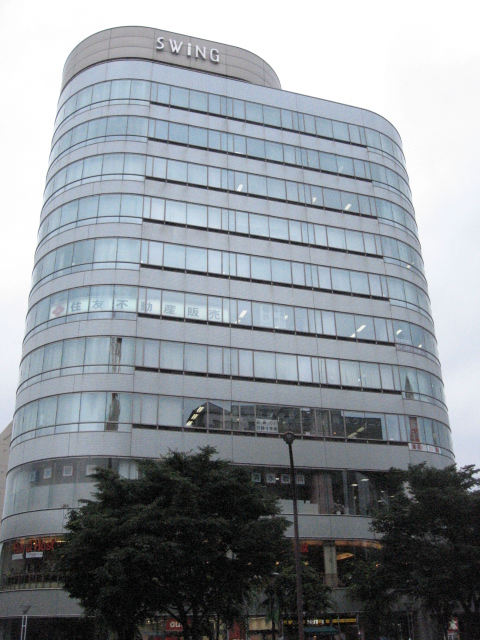
Swing大廈

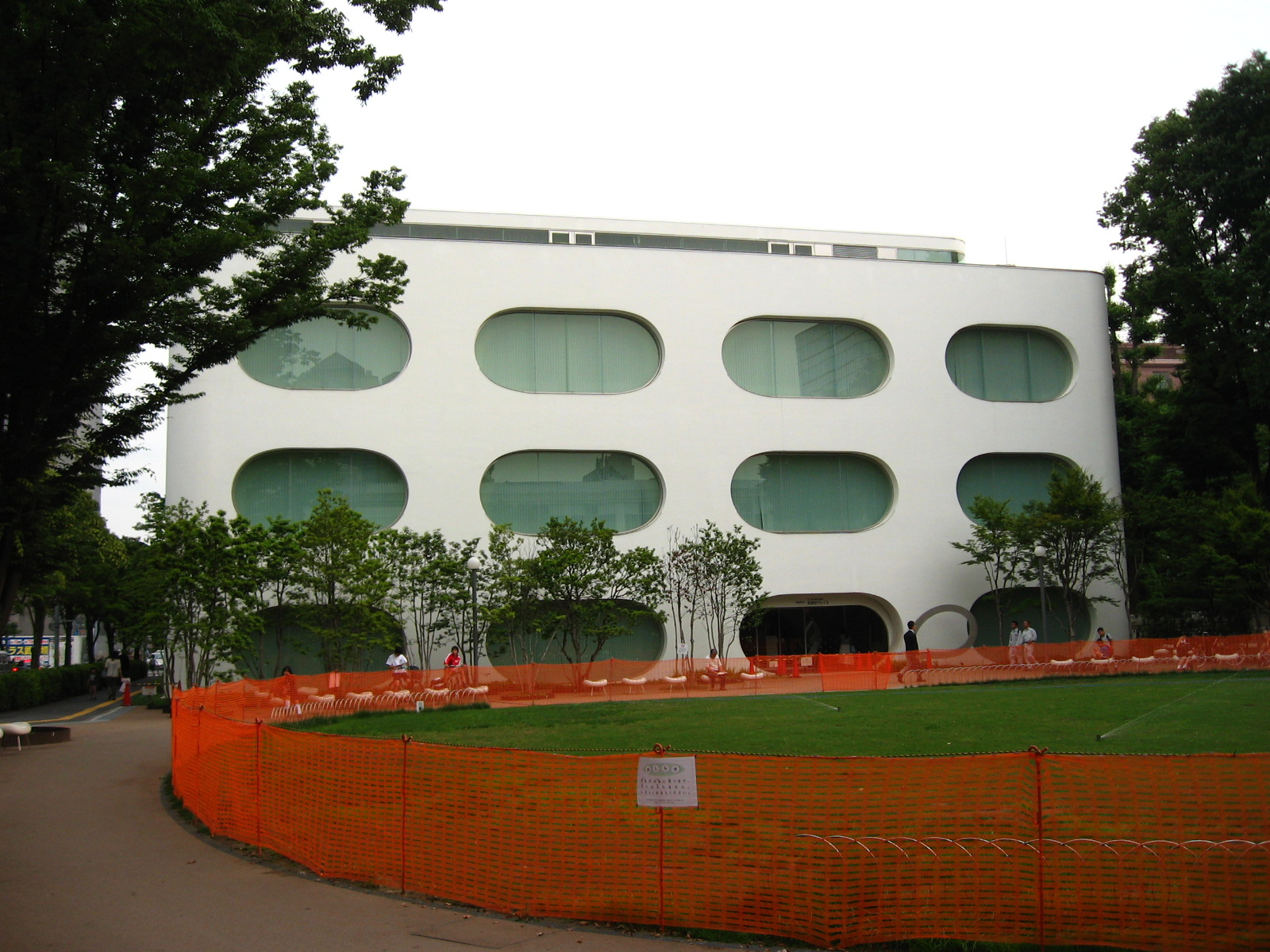
武藏野PLACE

### 公園
- 東京都立井之頭恩賜公園 - 跨三鷹市。
  - 井之頭自然文化園 - 井之頭恩賜公園內的動物園。
  - 井之頭自然文化園附屬水生物館
  - 井之頭恩賜公園內北村西望雕刻館 - 內有平和祈念像（日语：平和祈念像）原型。
- 東京都立武藏野中央公園（日语：武蔵野中央公園） - 舊中島飛行機武藏製作所。
- 武藏野市民公園（鄰市役所）
- Green Park遊步道 - 舊中島飛行機與舊國鐵軌道。
- 東京都立小金井公園（部分屬武藏野市）

### 圖書館
- 武藏野市立中央圖書館
- 武藏野市立吉祥寺圖書館
- 武藏野PLACE（武蔵野プレイス）

### 體育設施
- 武藏野陸上競技場（日语：武蔵野陸上競技場）
- 武藏野總合體育館（日语：武蔵野総合体育館）
- 武藏野市營游泳池（夏季）
- 武藏野溫水游泳池
- 武藏野軟式棒球場
- 武藏野網球場
- 武藏野中央公園（日语：武蔵野中央公園）運動廣場
- 境冒險遊樂場公園武藏野市Play Park

### 其他
- 武藏野市民文化會館（ARTE）
- 武藏野公會堂（Purple Hall，[2]）
- 武藏野藝能劇場
- 武藏野Swing Hall（武蔵野スイングホール）
- 吉祥寺THEATRE（吉祥寺シアター）
- 武藏野市立吉祥寺美術館（日语：武蔵野市立吉祥寺美術館）
- 松露庵
- 武藏野市民會館
- 武藏野PLACE

## 經濟

### 產業
經濟活動以服務業為主。

### 重要公司
- 日本電信電話武藏野研究開發中心
- 橫河電機本社
- 横河租赁（日语：横河レンタ・リース）本社
- SKYLARK本社
- Jonathan's（日语：ジョナサン (ファミリーレストラン)）本部
- MONTEROZA（日语：モンテローザ (企業)）本社
- 松屋食品本社
- 永瀨（日语：ナガセ）本社
- 名糖運輸（日语：名糖運輸）本社
- 飯田產業（日语：飯田産業）本社
- 小僧壽司（日语：小僧寿し）本社
- 大戶屋控股（日语：大戸屋ホールディングス）本社
- TOSHIN PARTNERS（日语：トーシンパートナーズ）本社
- One's Life HOME（One's Life ホーム）本社
- Coamix（日语：コアミックス）（出版）本社
- DREAM PRODUCTION（日语：ドリームプロダクション）
- animation Planet（アニメーション・プラネット） （動畫製作）
- ARTLAND（動畫製作）
- J.C.STAFF（動畫製作）
- Production I.G本社（動畫製作）
- DEEN（ディ－ン）（動畫製作）
- 手塚製作第2工作室
- CK Design（日语：CKデザイン）（機車製造商）
- 永谷商事（日语：永谷商事）
- 7272.tv（日语：7272.tv）本社

### 商業
以下列出武藏野市內的主要商業設施。
綠町
- Green Park（グリーンパーク）商店街
- 京王store（日语：京王ストア）武藏野店
- SUMMIT武藏野綠町店
- Sundrug藥妝店武藏野綠町店

西久保
- 稻毛屋（日语：いなげや）武藏野西久保店

中町
- 三鷹站北口
  - 三鷹東急store（日语：東急ストア）

八幡町
- 松本清武藏野八幡町店

關前
- 稻毛屋武藏野關前店
  - 思夢樂（日语：しまむら）
- 松本清武藏野關前店

櫻堤
- ina21（日语：いなげや）武藏野櫻堤店

境
- 武藏境站北口
  - Skip通（すきっぷ通り）商店街

境南町
- 武藏境站南口
  - 伊藤洋華堂武藏境店（東館、西館）

吉祥寺本町、東町、南町、北町
- 紀之國屋吉祥寺店

## 教育

### 小學
- 市立
  - 第一小學（日语：武蔵野市立第一小学校）
  - 第二小學（日语：武蔵野市立第二小学校）
  - 第三小學（日语：武蔵野市立第三小学校）
  - 第四小學（日语：武蔵野市立第四小学校）
  - 第五小學（日语：武蔵野市立第五小学校）
  - 井之頭小學
  - 大野田小學（日语：武蔵野市立大野田小学校）
  - 境南小學（日语：武蔵野市立境南小学校）

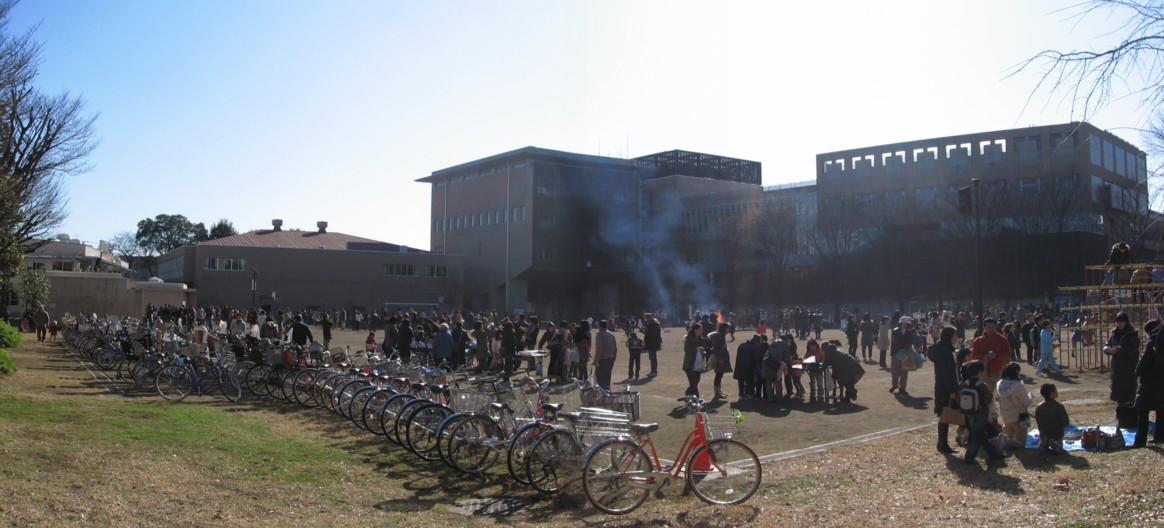
大野田小學（2010年1月攝影。現在的校舎於2005年完成）

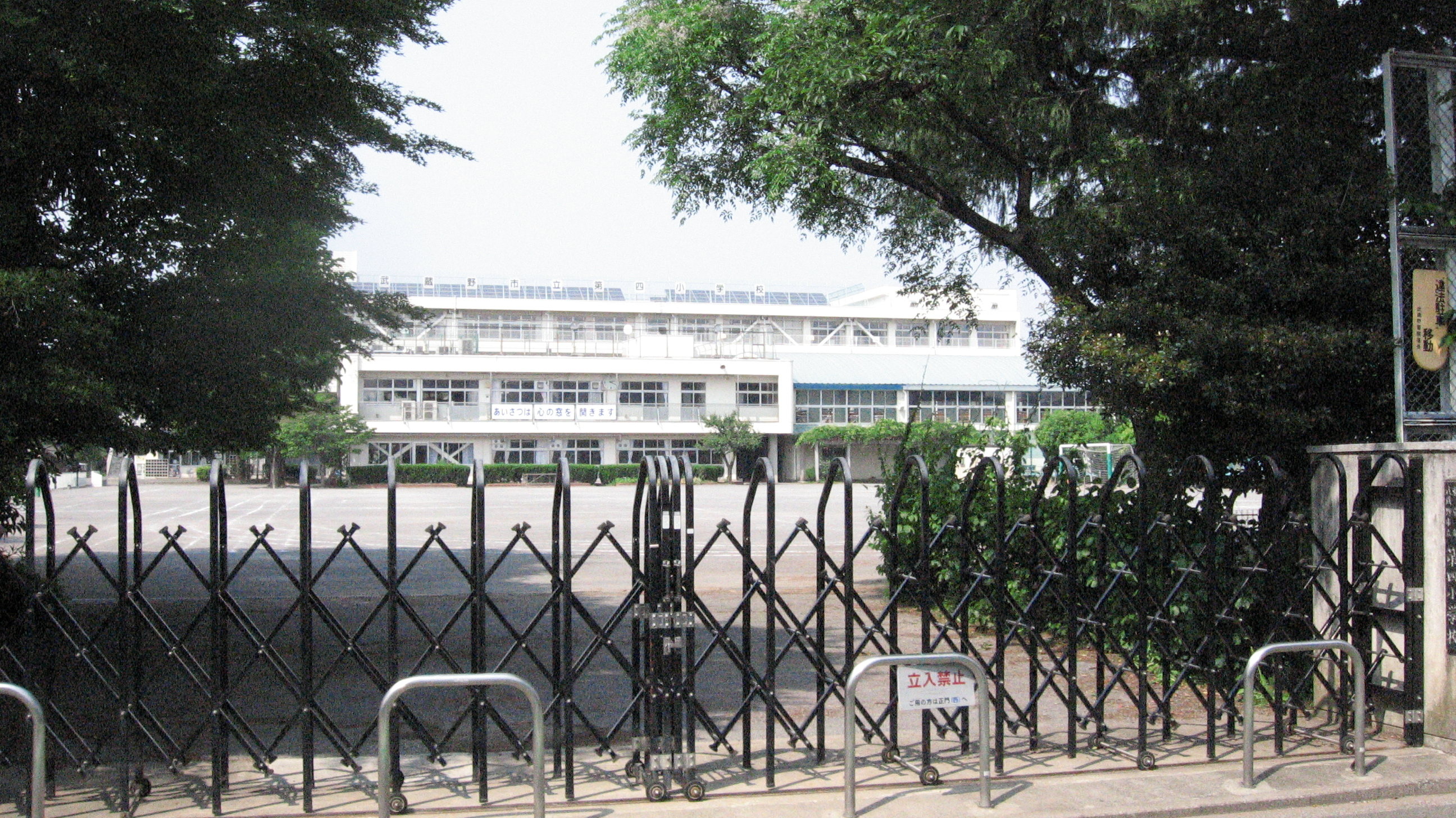
第四小學（2008年5月攝影）

  - 櫻野小學（日语：武蔵野市立桜野小学校） - 是境北小學與櫻堤小學合併而來。校舎是在舊境北小學。
  - 關前南小學（日语：武蔵野市立関前南小学校）
  - 千川小學（日语：武蔵野市立千川小学校）
  - 本宿小學（日语：武蔵野市立本宿小学校）
- 私立
  - 武藏野東小學（日语：学校法人武蔵野東学園） - 中學在小金井市。
  - 聖德學園小學（日语：聖徳学園小学校）
  - 成蹊小學（日语：成蹊小学校）

### 中學

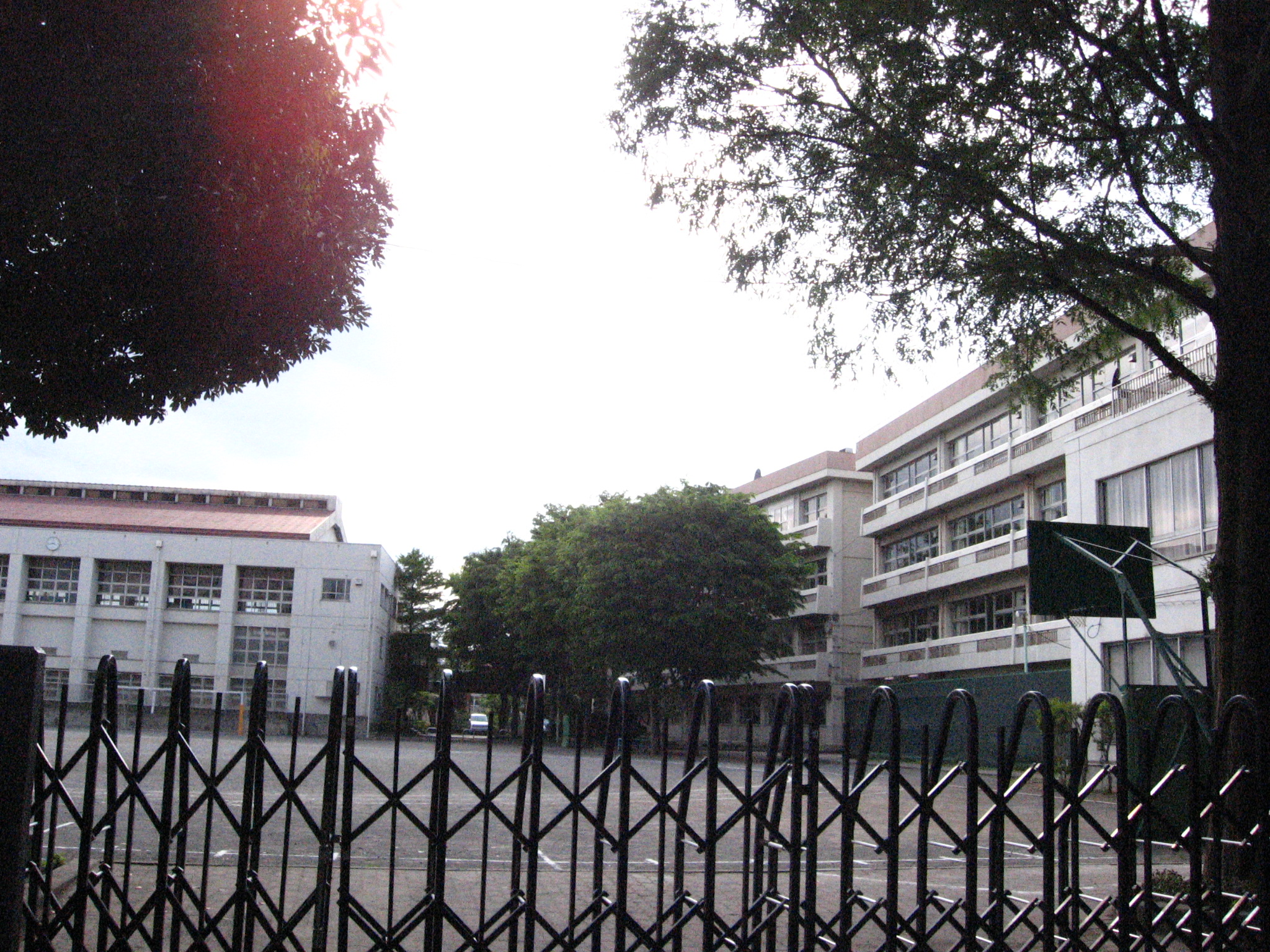
第二中學（2010年5月攝影）

- 市立
在本市正式名稱並非「武藏野市立武藏野第○中學」，而是「武藏野市立第○中學」。有時也簡稱為「武藏野第○中學」。
  - 第一中學（日语：武蔵野市立第一中学校）
  - 第二中學（日语：武蔵野市立第二中学校） - 私服校。
  - 第三中學（日语：武蔵野市立第三中学校） - 私服校。
  - 第四中學（日语：武蔵野市立第四中学校）
  - 第五中學（日语：武蔵野市立第五中学校）
  - 第六中學（日语：武蔵野市立第六中学校）
- 私立
  - 通常與高等學校併設，請參照下表。

### 高等學校

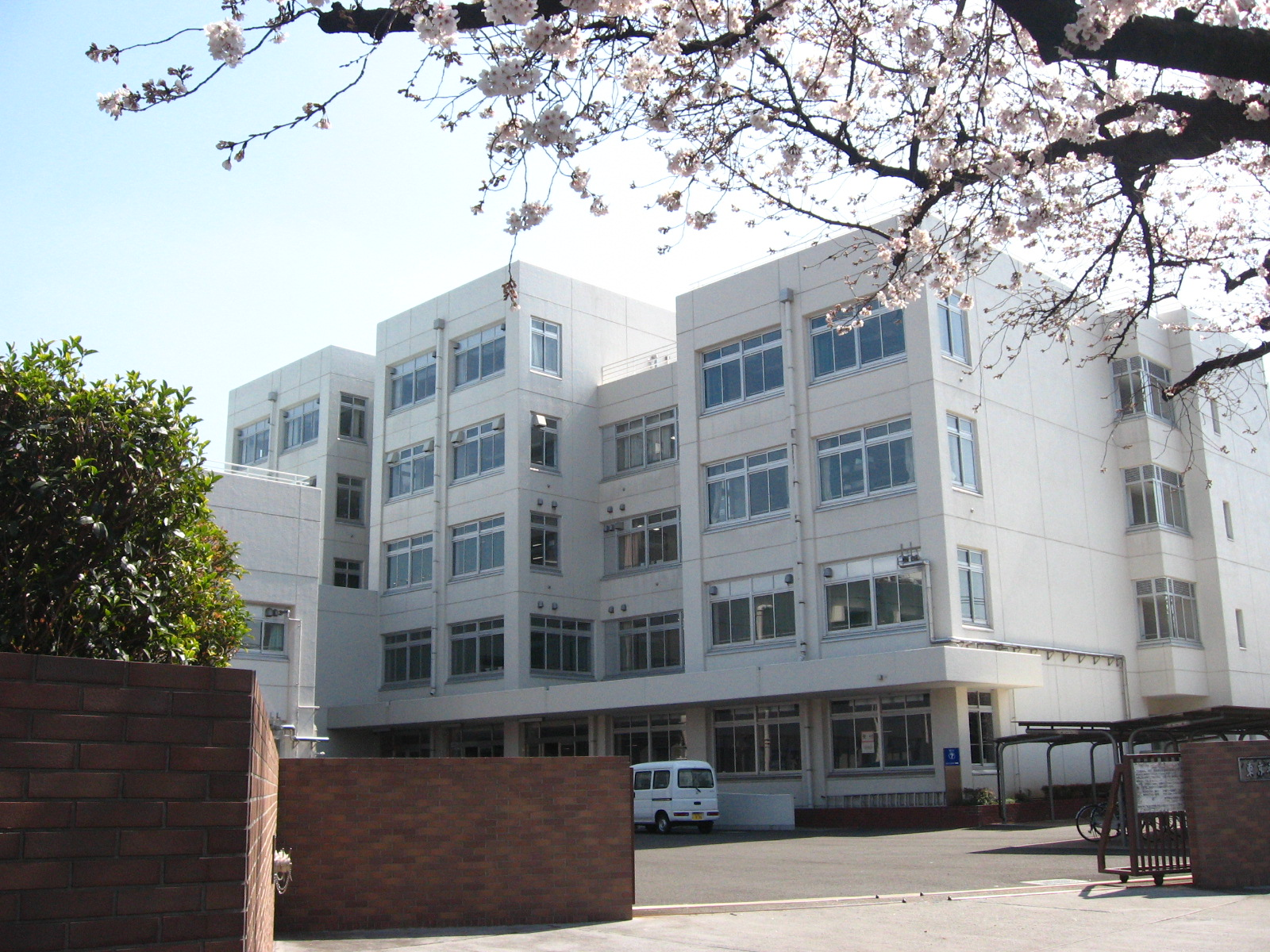
武藏野北高等學校（2013年3月攝影）

- 都立
  - 武藏高等學校（日语：東京都立武蔵高等学校・附属中学校） - 中高一貫制學校。
  - 武藏野北高等學校
- 私立
  - 女子校
    - 吉祥女子中學、高等學校（日语：吉祥女子中学校・高等学校）
    - 藤村女子中學、高等學校（日语：藤村女子中学校・高等学校）

  - 男女合校
    - 聖德學園中學、高等學校（日语：聖徳学園中学校・高等学校） - 1991年從關東高校改名而來。
    - 成蹊中學、高等學校（日语：成蹊高等学校・中学校）

### 短期大學
- 亞細亞大學短期大學部 - 1993年從日本經濟短期大學改名而來。

### 大學

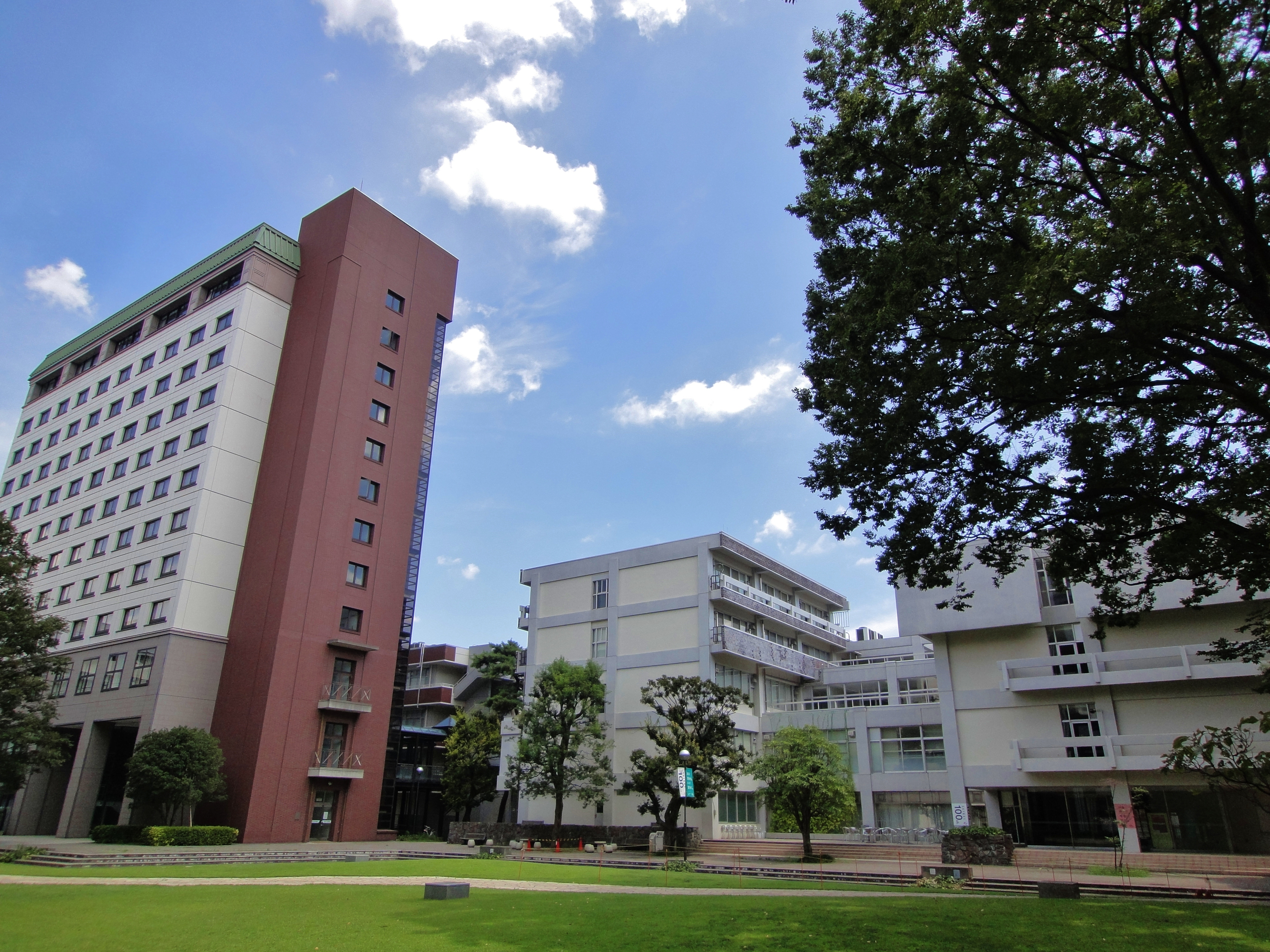
成蹊大學

- 亞細亞大學
- 成蹊大學
- 日本獸醫生命科學大學

武藏野地域學長懇談會 - 市與五所大學（亞細亞大學、成蹊大學、東京女子大學、日本獸醫畜産大學、武藏野大學）共同合作的生涯學習事業，開設「武藏野地域自由大學」「武藏野市寄付講座」。
- 武藏野大學在西東京市。
- 武藏野美術大學在小平市。

- 日本赤十字看護大學（日语：日本赤十字看護大学）（武藏野校區）

### 專修學校
- 日本赤十字學園（日语：日本赤十字学園）武藏野看護專門學校
- 武藏野外語專門學校（日语：武蔵野外語専門学校）
- 二葉營養專門學校（日语：二葉栄養専門学校）（古屋學園）
- 二葉製菓學校（古屋學園）

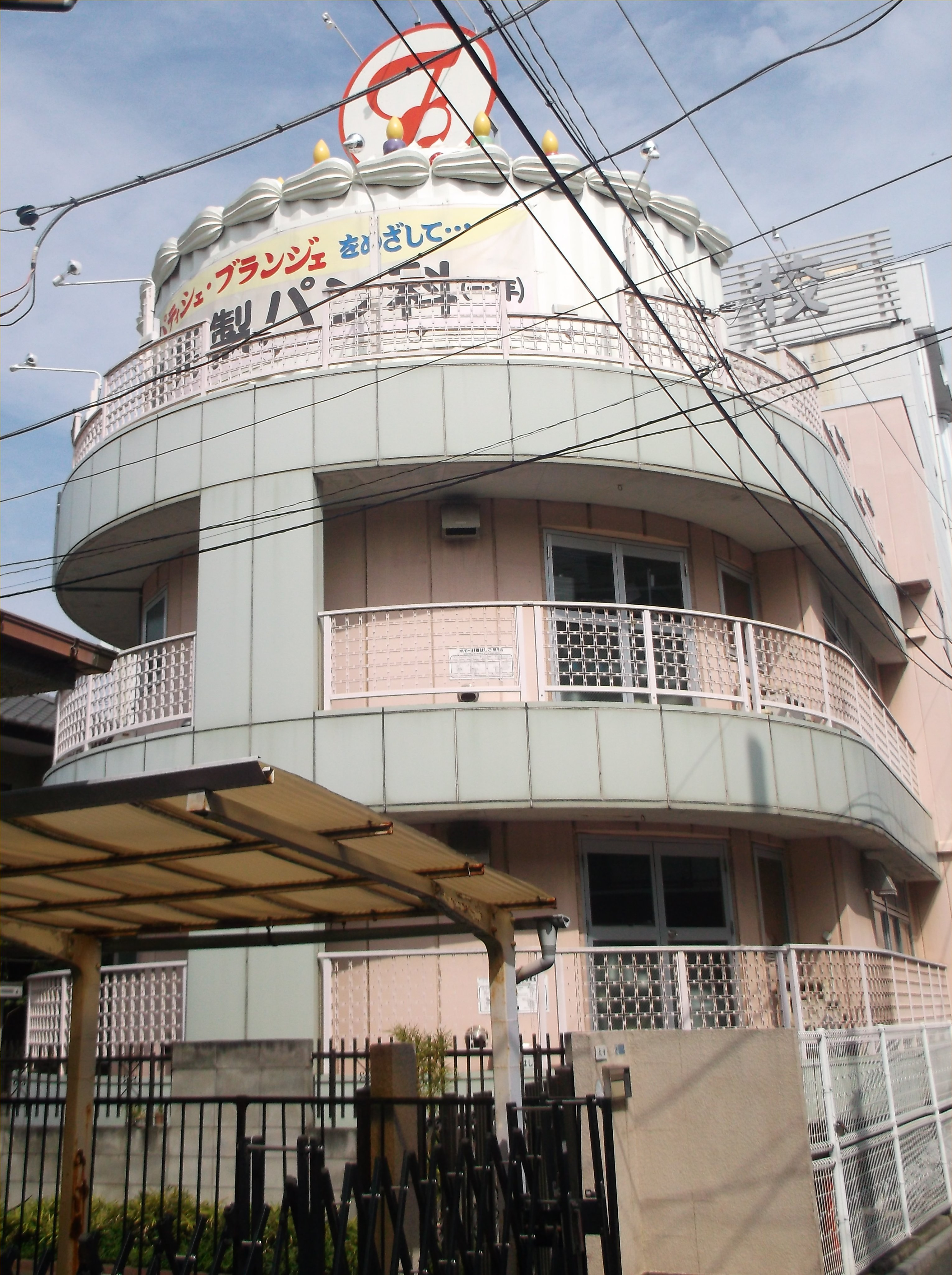
二葉製菓學校

- 二葉時尚學院（二葉ファッションアカデミー）（古屋學園）
- 專門學校中野商業學校（専門学校中野スクールオブビジネス）
- 武藏野東高等專修學校
- 東京健康科學專門學校武藏野校
- 日本醫學技術專門學校

### 其他
- 武藏境自動車教習所（日语：武蔵境自動車教習所）

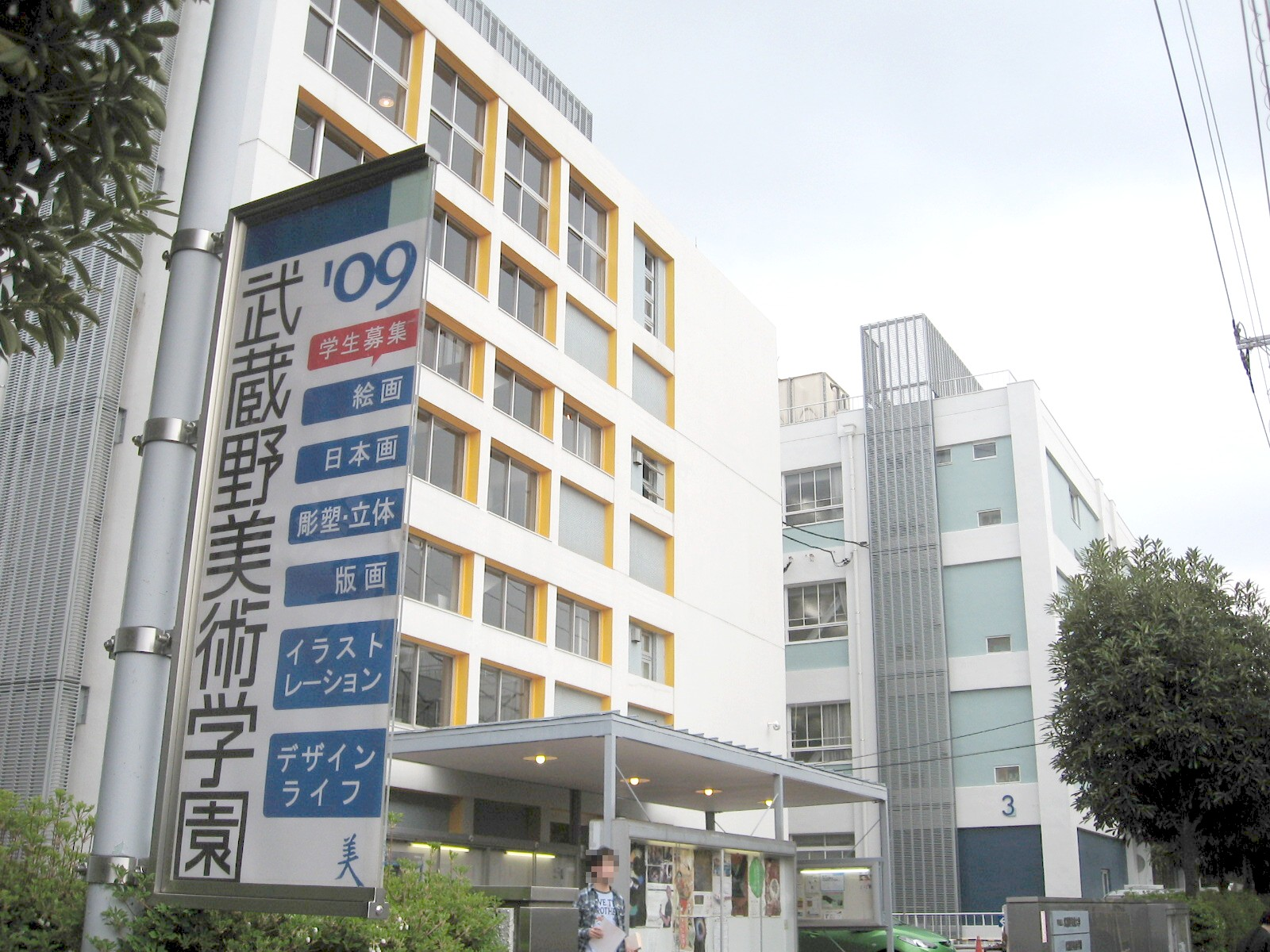
武藏野美術學園（2009年4月攝影）

- Inter-Pacific High School Japan（インターパシフィックハイスクールジャパン）三鷹校
- 武藏野高等看護學校
- 中央高等學院（日语：中央高等学院）吉祥寺本校
- 三鷹中國語學院
- 青二塾（聲優培訓學校）
- 松前柔道塾
- 東海大學望星學塾（日语：東海大学望星学塾）
- 吉祥寺產經學園（日语：産経学園）（文化學校）
- 修曼創意學校（ヒューマンクリエイティブ スクール）
- （プロフェシオクリエイティブスクール）
- atelier Art吉祥寺（アトリエアート吉祥寺）（美大預備校（日语：美大予備校））
- 吉祥寺美術研究所（美大預備校）
- 河合塾（日语：河合塾）美術研究所（美大預備校）
- 武藏野美術學園（日语：武蔵野美術学園）（各種學校（日语：各種学校））
- 三鷹富士學院（支援校（日语：サポート校））
- 上田學園（自由學校）
- 日本武道醫學專門學院
- 日本衛生技術專門學院
- 永瀨（日语：ナガセ）學校
- 株式會社東京宅建學院
- 總合資格學院吉祥寺校
- DAI-X（ダイエックス）吉祥寺校
- 日建學院（日语：日建学院）三鷹校
- 企業立專門校SKYLARK學院（企業立専門校すかいらーくアカデミー）

## 職業訓練
以下是遵從職業能力開發促進法規定的職業能力開發校。
都立
- 東京都立多摩職業能力開發中心武藏野校

## 教會
- 希望教會（日语：希望の教会）
- 天主教吉祥寺教會
- 約翰吉祥寺基督教教會
- 日本基督教團吉祥寺教會
- 天主教那幕爾聖母修女會（カトリック・ナミュール・ノートルダム修道女会）
- 吉祥寺福音教會

## 交通

### 鐵路

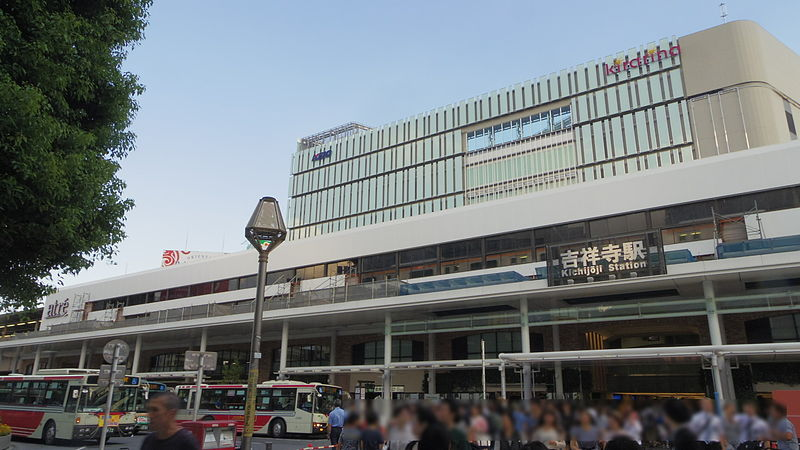
吉祥寺站
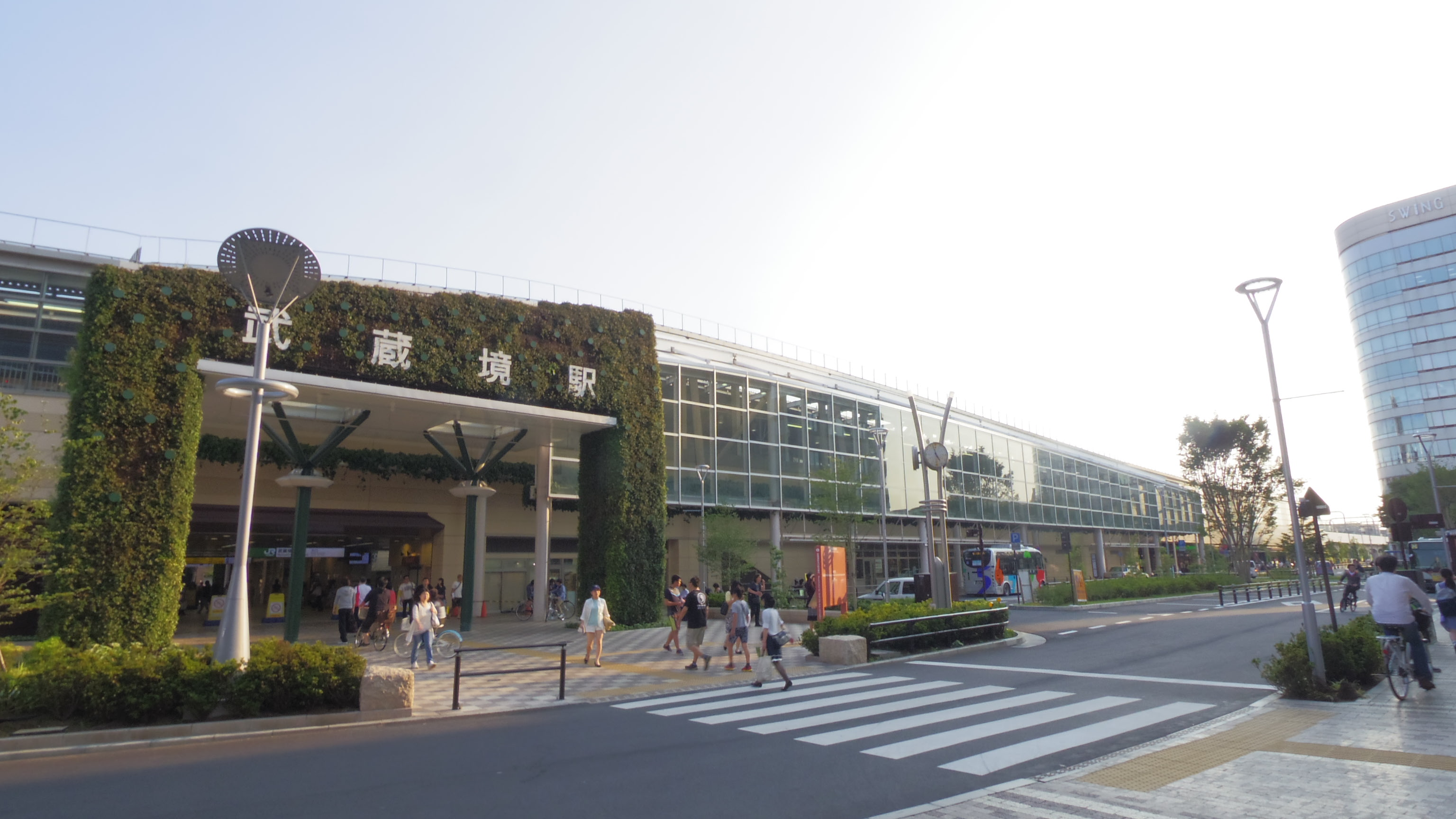
武藏境站

東日本旅客鐵道（JR東日本）
- 中央線快速：吉祥寺站 - （三鷹市） - 武藏境站
- 中央·總武緩行線：吉祥寺站

京王電鐵
- 井之頭線：吉祥寺站

西武鐵道
- 多摩川線：武藏境站

### 道路

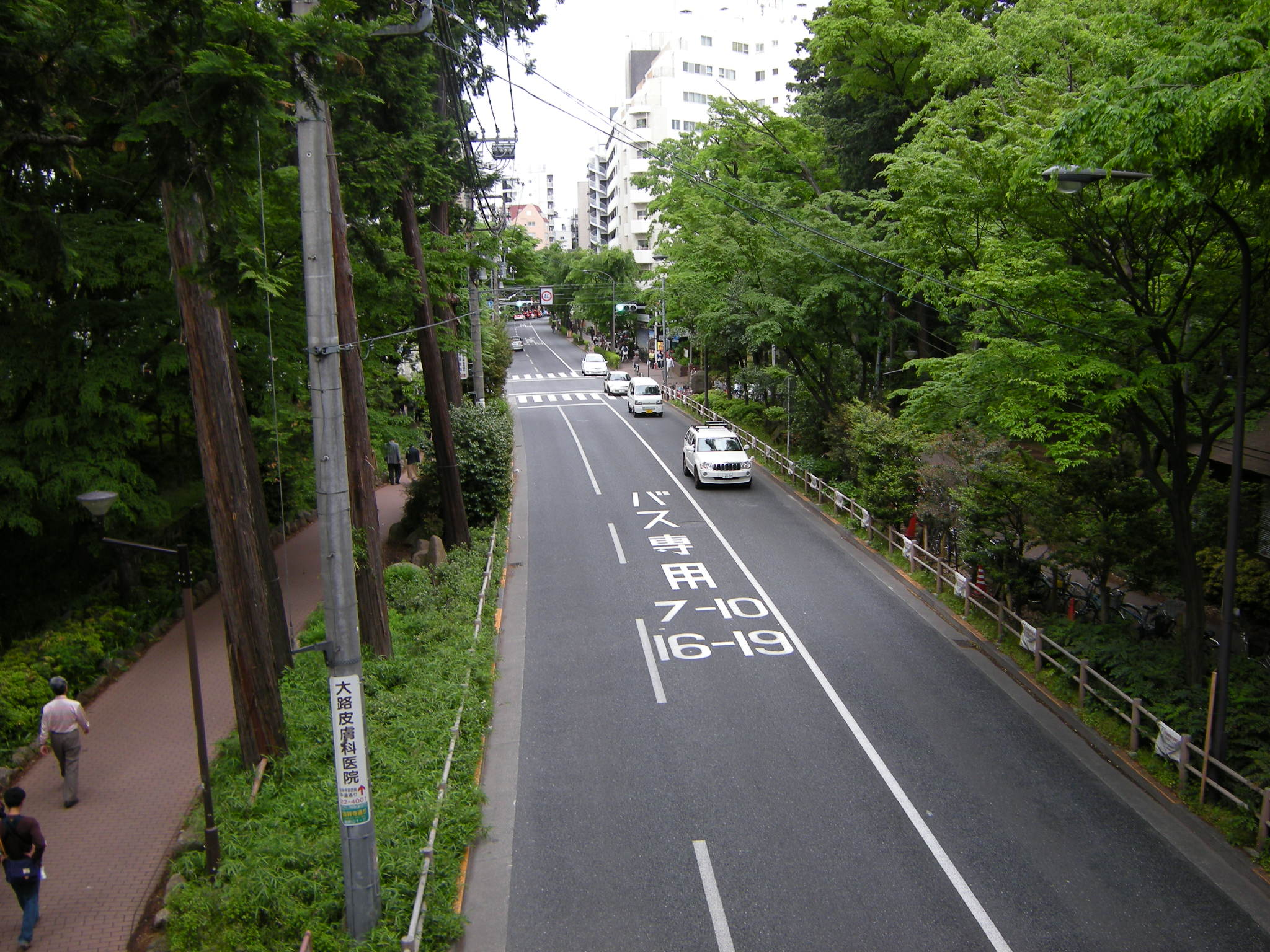
吉祥寺通

- 吉祥寺通（日语：吉祥寺通り）（東京都道116號關町吉祥寺線（日语：東京都道116号関町吉祥寺線））
- 三鷹通（日语：東京都道121号武蔵野調布線）（東京都道121號武藏野調布線（日语：東京都道121号武蔵野調布線））
- 武藏境通（日语：東京都道12号調布田無線）（東京都道12號調布田無線（日语：東京都道12号調布田無線））
- 五日市街道（日语：五日市街道）、井之頭通（與複複線化工程同時進行，將從吉祥寺通延伸至關前5丁目的五日市街道。）
- 東京都道7號杉並秋留野線（日语：東京都道7号杉並あきる野線）
- 天文台通（東京都道123號境調布線（日语：東京都道123号境調布線））
- Skip通（すきっぷ通り）

### 巴士路線
- 在市內的「交通空白地域」有行駛Mubus。
- 關東巴士 -　關東巴士武藏野營業所（日语：関東バス武蔵野営業所）
- 小田急巴士（日语：小田急バス） -　小田急巴士武藏境營業所（日语：小田急バス武蔵境営業所）/小田急巴士吉祥寺營業所（日语：小田急バス吉祥寺営業所）
- 京王電鐵巴士
- 西武巴士

## 觀光

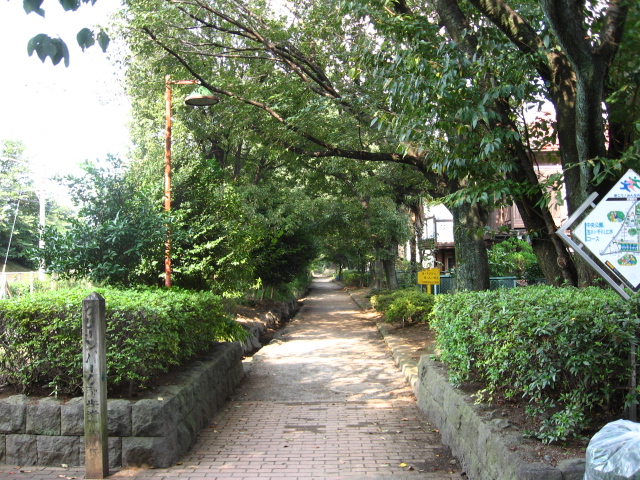
Green Park遊步道

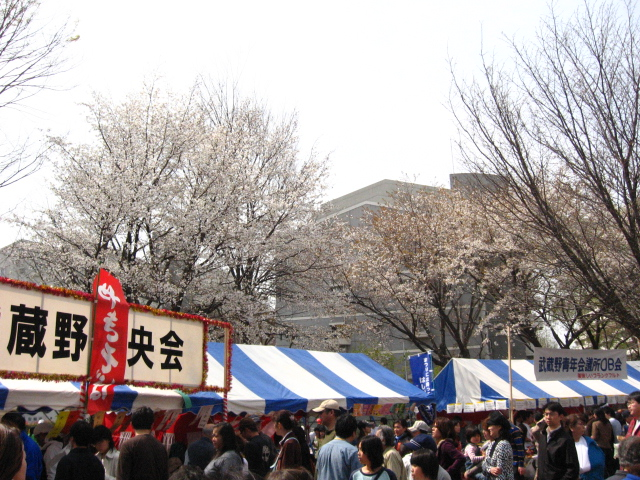
武藏野櫻祭（2007年）

### 主要景點
- 杵築大社（日语：杵築大社）
- 井之頭恩賜公園
- 武藏野中央公園（日语：武蔵野中央公園）
- 小金井公園
- 玉川上水
- 千川上水（日语：千川上水）
- Green Park遊步道（グリーンパーク遊歩道）
- 紫橋（日语：むらさき橋）
- 萬助橋（日语：萬助橋）
- 草屋（日语：草屋）
- 仙川（日语：仙川）
- 世界連邦平和像（三鷹站北口前）

### 年度重要活動
| 月    | 時間                         | 名稱                           | 地點                                           |
| ----- | ---------------------------- | ------------------------------ | ---------------------------------------------- |
| 1     | 5日或6日                     | 消防團出初式                   | 武藏野中央公園                                 |
| 1     | 成人之日                     | 迎接未來的二十歲聚會（成人式） | 武藏野市民文化會館                             |
| 2     | 下旬                         | 武藏境Jazz Session             | Swing大廈                                      |
| 3     | 中旬                         | 吉祥寺動畫節                   | 吉祥寺各地                                     |
| 4     | 第1個週日                    | 武蔵野櫻祭                     | 武藏野市民公園                                 |
| 4、5  | 4月下旬 - 5月上旬 （黃金週） | 吉祥寺Welcome Campaign         | 吉祥寺全域                                     |
| 4、5  | 4月下旬 - 5月上旬 （黃金週） | 吉祥寺音樂祭                   | 吉祥寺全域                                     |
| 6     | 上旬                         | 市民與<水>的接觸廣場           | 第1、2淨水場                                   |
| 6     |                              | 武藏境舞祭                     | 武藏境站前                                     |
| 7     | 第2個週日                    | 武藏野中部接觸祭               | 武藏野市民公園                                 |
| 7     | 某一週日                     | 市民皆泳日                     | 武藏野游泳池                                   |
| 7     | 中旬                         | かいぼり                       | 關前公園蜻蜓池                                 |
| 7、8  | 7月中旬 - 8月下旬            | 圖書館兒童祭                   | 中央圖書館、吉祥寺圖書館、武藏野PLACE          |
| 7、8  | 7月中旬 - 8月下旬            | 武藏野大露營                   | 武藏野市立自然之村（長野縣川上村）             |
| 8     | 下旬                         | 總合防災訓練                   |                                                |
| 9     | 第2個周六日                  | 吉祥寺秋祭                     | 吉祥寺站前                                     |
| 9、10 | 9月下旬 - 11月初旬           | 市民文化祭                     |                                                |
| 9、10 | 9月下旬 - 11月初旬           | 市民體育祭                     | 陸上競技場、總合體育館、棒球場等各體育競技設施 |
| 10    |                              | 武藏野地域五大學共同演講會     |                                                |
| 10    | 上旬                         | 吉祥寺動畫仙境                 | 吉祥寺全域                                     |
| 10    | 體育之日                     | 市民運動節                     | 陸上競技場、總合體育館                         |
| 10    | 中旬                         | 老年人運動大會                 | 陸上競技場                                     |
| 10    |                              | 吉祥寺薪能                     | 月窗寺                                         |
| 11    | 3日                          | 燈景點燈式                     | 吉祥寺站前廣場                                 |
| 11    | 上旬                         | 菊花展                         | 武藏野市民公園                                 |
| 11    | 上旬                         | 國際交流祭                     | Swing Hall                                     |
| 11    | 第2個周日                    | 武藏野青空市                   | 武藏野市民公園                                 |
| 11    | 中旬                         | 育兒節「玩」                   | Swing Hall                                     |
| 11    | 下旬                         | 落葉感謝祭                     | 清潔中心內廣場                                 |

其他活動
- 武藏野市國際風琴大賽　每4年
- 武藏野風箏節（武藏野中央公園、隔年8月）

## 城際交流

### 日本國內
- 友好都市
  - 富山縣南礪市（原利賀村）
  - 長野縣安曇野市 （原豐科町）
  - 長野縣川上村 - 「少年自然之村」所在
  - 千葉縣南房總市（原白濱町）
  - 岩手縣遠野市
  - 廣島縣大崎上島町
  - 新潟縣長岡市（原小國町） - 2004年10月發生新潟縣中越地震本市有參與援助。
  - 山形縣酒田市
  - 鳥取縣岩美町

- 有正式盟約的稱為「姐妹市」，沒有者稱為「友好都市」。
- 市内有販售各友好都市特產品的商店。武藏野櫻祭也有設有攤位。也有舉辦「交流旅行」。

### 日本國外
- 美国德克薩斯州拉伯克
- 忠清北道忠州市
- 首爾江東區
- 羅馬尼亞布拉索夫 — 當地有日本武藏野交流中心
- 俄羅斯伯力
- 另有「武藏野國際交流協會」，設有派遣團

## 地域放送
- 社區廣播
  - FM Musashino（日语：エフエムむさしの）（78.2MHz）
- 有線電視
  - JCN武藏野三鷹（日语：ジェイコム武蔵野三鷹）
- 其他
  - 宗教法人（日语：宗教法人）日本FEBC - 吉祥寺北町是本部兼錄音室。

## 劇團
- 前進座（日语：前進座）
- 劇團め組（日语：劇団め組）
- 木靴之木（日语：木ぐつの木）（木偶劇團）
- 劇團櫂
- 劇團alpha（劇団アルファ）
- 武藏野藝術中心劇團
- 劇團番茄座（劇団トマト座）

## 運動隊伍
- 橫河武藏野Atlastars（日语：横河武蔵野アトラスターズ） - 屬日本橄欖球Top League（日语：ジャパンラグビートップリーグ）。
- 橫河電機野藍（日语：横河電機ワイルドブルー） - 屬地方聯盟。
- 美鷹俱樂部（日语：美鷹クラブ）
- 横河武藏野足球俱樂部 - 屬JFL。2003年從橫河電機足球部改組而來的地區運動俱樂部。
- 武藏野橄欖球學校 - 1967年創立，日本現存中最古老的欖球學校。

## 武藏野市出身的名人
- 山谷惠里子 - 內閣總理大臣補佐官（日语：内閣総理大臣補佐官）（教育再生）、教育再生會議（日语：教育再生会議）擔當室事務局長、參議院議員
- 阿部百合子 - 插畫家、畫家
- 井上麻里奈 - 聲優
- 岩永哲哉 - 聲優
- 大澤隆夫 - 演員
- 岸谷五朗 - 演員
- 興梠里美 - 聲優
- 中村梅雀 - 演員
- 麥人 - 聲優
- 松下耕 - 音樂家

## 關係作品
- 麻辣教師GTO - 以架空的吉祥寺的武藏野學園為舞台。
- 剛拳對鐵拳（[3]） - 以架空的吉祥寺帝拳高校為舞台。（建築物的範本為國學院大學久我山高等学校。）
- 變男變女變變變（ストップ!! ひばりくん!） - 以作者江口壽史居住的吉祥寺為舞台。
- 灌籃高手 - 舞台的湘北高校設定在神奈川県，但是是以武藏野北高校的校舎為樣本。
- 前程錦繡（俺たちの旅） - 在日本電視台聯播網播送由中村雅俊主演的青春連續劇。以吉祥寺為舞台，車站周邊與井之頭公園等地是外景拍攝地點。
- 熱中時代 - 在日本電視台聯播網播送由水谷豐主演的學校連續劇。市立第三小學是拍攝地點。
- 我家的小孩最好…（うちの子にかぎって…） - TBS電視台聯播網播送由田村正和主演的學校連續劇。以吉祥寺為舞台、市立本宿小學校與第三小學是拍攝地點。
- 電車男 - 富士電視台版當中設定為：電車男（山田剛司）是在武藏境、愛瑪士（青山沙織）是於吉祥寺居住。
- 笑園漫畫大王 - 三鷹站北口與井之頭公園多次出現。
- 幻魔大戰 - 動畫版。以吉祥寺站周邊為外景取材地點。
- 足球小將（翼） - 主人公・大空翼的對手之一三杉淳居住生長的城市，所屬的武藏FC、武藏中学校在武蔵野市。
- Keroro軍曹 - 吉祥寺站有登場。
- 咕咕貓 - 2008年上映的日本电影。故事发生的舞台即设置为吉祥寺附近。
- 圖書館戰爭 - 故事主要舞台：關東圖書基地&武藏野第一圖書館所在地。
- 白箱 - 剧情围绕“武藏野動畫”（一家位于武藏野的动画制作公司）展开

## 其他
- 日本音風景百選：成蹊學園櫸路樹
- 日本櫻名所100選：井之頭恩賜公園
- 近代水道百選（日语：近代水道百選）：東京都水道局境淨水場
- 東京都指定文化財：吉祥寺舊本宿櫸樹

## 備註
1. ↑  東京都編集『東京都の昼間人口2005』平成20年発行146,147ページ
2. ↑  意義為紫色大廳
3. ↑  日文原名翻譯應為「不中用的藍調」

## 外部連結
行政
- 武藏野市 （页面存档备份，存于）（日語）

觀光
- 武藏野市、三鷹市、小金井市的觀光情報介紹 （页面存档备份，存于）（日語）
- 武藏野市TOWN GUIDE （页面存档备份，存于） - 武藏野市觀光推進機構（日語）